# Ілімбетова Азалія Фаттахівна
Ілімбе́това Аза́лія Фатта́хівна (*1 січня 1978, село Малояз) — етнографиня, кандидатка історичних наук (2006).

## Біографія
Азалія Фаттахівна народилась у селі Малояз Славатського району Башкортостану. 1999 року закінчила Башкирський державний університет, працювала у відділі етнології Інституту історії, мови і літератури УНЦ РАН.

## Наукова робота
Наукова діяльність присвячена етнічній історії, доісламському релігійному світогляду, культу тварин та птахів, міжетнічним контактам, фольклору башкирів. Брала участь у понад 5 етнографічних експедиціях по Башкортостану, Курганській, Оренбурзькій та Челябінській областях, Пермському краю.
Авторка понад 80 наукових праць.

### Наукові праці
- Башкиры-гайнинцы Пермского края: история, этнография, антропология, этногеномика. Уфа, 2008 (співавторство)
- Культ животных у башкир: история и современность. Уфа, 2009 (співавторство)
- Журавль - птица священная: культ журавля в фольклоре, обрядах и обычаях башкир // Родина. 2010. Специальный выпуск